# Misă (muzică)

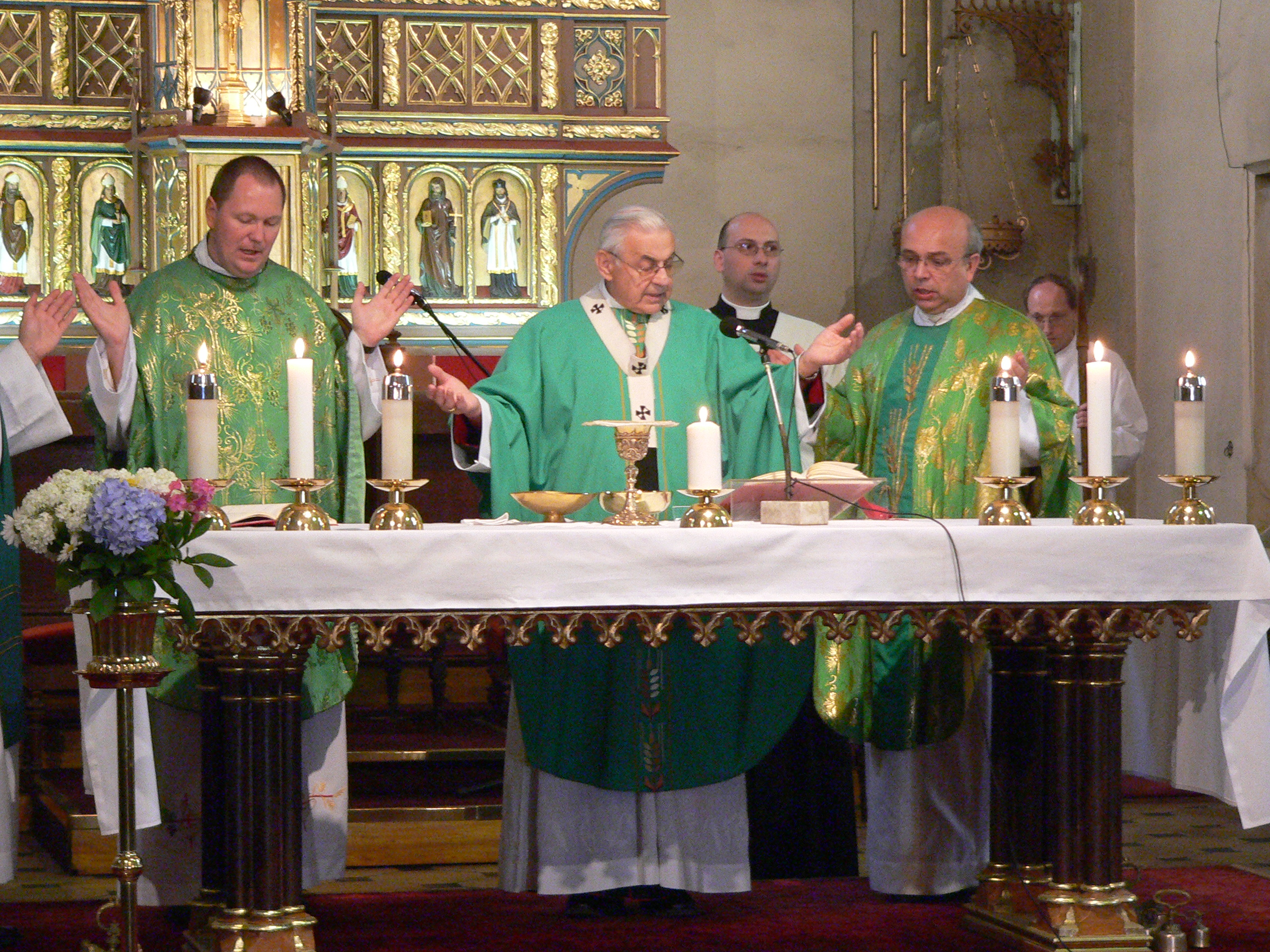
Misă obișnuită celebrată în ritul romano-catolic.
"Agnus Dei" din Misa în Si minor, de Johann Sebastian Bach

Misă (din latină missa) este o compoziție muzicală polifonică religioasă pentru cor și soliști, pe textul tradițional al liturghiei catolice care se cântă, cu sau fără acompaniament instrumental, în bisericile romano-catolice în cadrul liturghiei. 
Etimologic, termenul misă provine din latină míssio, însemnând „trimitere” și se referă la forma obișnuită de trimitere afară a credincioșilor, la sfârșitul celebrării liturghiei, în limba latină: Íte míssa est ("Mergeți, liturghia s-a sfârșit."). Termenul latin míssa a însemnat, inițial, plecarea catecumenilor după Liturghia Cuvântului, apoi, începând din sec. al V-lea, plecarea credincioșilor la terminarea celebrării Liturghiei.
Sub numele de "misă" au fost compuse, începând din sec. al XIII-lea, numeroase opere vocale a capella, destinate să ilustreze textele liturgice. Printre compozitorii celebri de mise, amintim pe: Guillaume de Machaut, Guillaume Dufay, Johannes Ockeghem, Josquin des Prés, Orlando di Lasso, Giovanni Pierluigi da Palestrina. Începând cu sec. al XVII-lea, misa devine concertantă și admite instrumentele odată cu Nicolas Formé (1567–1638), Marc-Antoine Charpentier, Antonio Lotti (v. 1667–1740).
Între misele celebre se numără: 
- Misa cu patru psalmi de Claudio Monteverdi;
- Misa în Si minor de Johann Sebastian Bach;
- Missa solemnis de Ludwig van Beethoven;
- Missa Brevis și Missa Longa de Wolfgang Amadeus Mozart;
- 14 mise, printre care Missa in tempore belli, Nelsonmesse, Harmoniemesse, Schöpfungsmesse de Joseph Haydn;
- Deutsche Messe de Franz Schubert;
- Misa solemnă de Hector Berlioz;
- Missa de Crăciun și Missa de Paște de Wilhelm Georg Berger;
- Marea misă în re minor de Anton Bruckner.

O misă funebră poartă denumirea de "recviem".

## Legături externe
Materiale media legate de Misă la Wikimedia Commons